# 六角堂 (甲賀市)

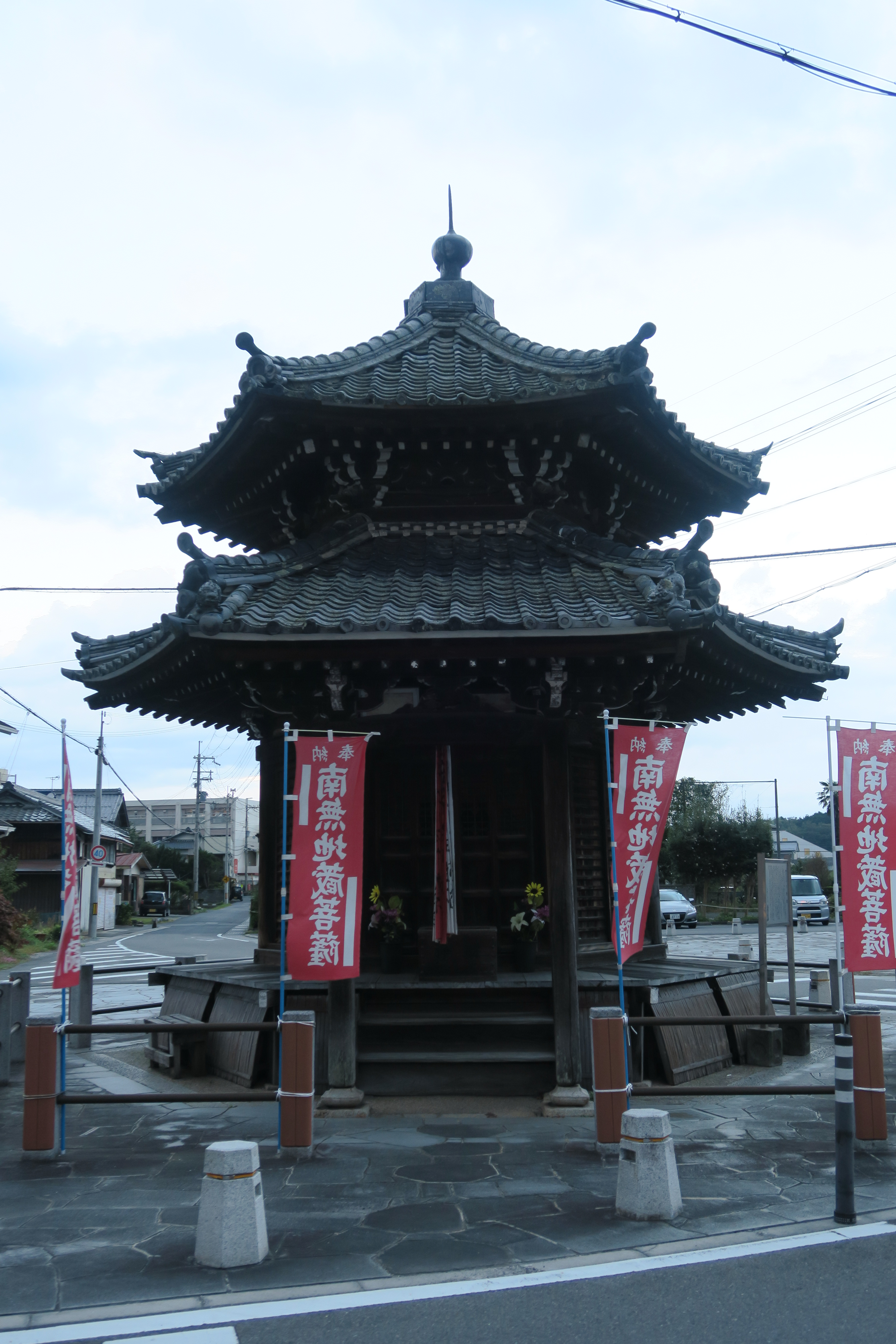
六角堂

六角堂（ろっかくどう）は、滋賀県甲賀市甲南町寺庄にある平面六角形の二重塔をもつ地蔵堂。甲賀市指定文化財。

## 概要
江戸時代の建造物で1788年（天明8年）の棟札の写しが残されている。六角堂は県下に2棟が見られるのみで、貴重な遺構である。
池田村の大工、中村喜惣治（棟梁）等により建築された。要所にケヤキ材を使用し、頂上に宝珠を配置し、二層屋根の角に十二支の意匠をもつ瓦を乗せている。
毎月24日に開扉される。

## 杣の六地蔵巡拝
六角堂は、杣の六地蔵巡拝の第一番札所である。
1. 六角堂 慈音院（甲南町寺庄） - 本尊は木造地蔵菩薩立像（極彩色）。毎年8月21日から24日の地蔵盆に参詣されている。
2. 善願寺（甲南町新治）
3. 地蔵堂（甲南町深川）
4. 地蔵堂（水口町牛飼）
5. 円光寺（水口町三大寺）
6. 法泉寺（水口町貴生川）